# (347028) Važec
(347028) Važec ist ein Asteroid des inneren Hauptgürtels, der von dem slowakischen Amateurastronomen Tomáš Vorobjov am 13. März 2010 am vollautomatischen LightBuckets Observatory in Rodeo im Hidalgo County, New Mexico (IAU-Code H11) entdeckt wurde, noch vor dem Umzug des Observatoriums im November 2011 nach Frankreich. Tomáš Vorobjov konnte das verwendete Teleskop von Europa aus ansteuern. Sichtungen des Asteroiden hatte es vorher schon im Jahre 2001 unter der vorläufigen Bezeichnung 2001 VV72 an der auf dem Kitt Peak gelegenen Außenstation des Steward Observatory gegeben.
Der Asteroid gehört zur Nysa-Gruppe, einer nach (44) Nysa benannten Gruppe von Asteroiden (auch Hertha-Familie genannt, nach (135) Hertha). Die zeitlosen (nichtoskulierenden) Bahnelemente von (347028) Važec sind fast identisch mit denjenigen von neun weiteren Asteroiden: (24768) 1993 FC13, (102612) 1999 VY19, (119337) 2001 SB146, (130436) 2000 QY13, (163751) 2003 OQ, (170238) 2003 QS27, (255723) 2006 QK124, (260551) 2005 EN187 und (291909) 2006 QP11.
(347028) Važec wurde am 21. August 2013 nach der nordslowakischen Gemeinde Važec benannt.